# Augustus Knip
Augustus (August) Knip (Amsterdam, 11 februari 1819 - Baden-Baden, na 1859 voor 1862) was een Nederlands tekenaar, kunstschilder, stoffageschilder en lithograaf uit de schildersfamilie Knip. Hij werd hoofdzakelijk bekend met zijn olieverfschilderijen van boerderijdieren en landschappen.

## Levensloop
August Knip werd geboren op 11 februari 1819 in Amsterdam. Hij was de zoon van kunstschilder Josephus Augustus Knip en Cornelia van Leeuwen. Hij had een jongere zus: de kunstschilder Henriëtte Ronner-Knip.
Samen met zijn zus Henriëtte Ronner-Knip schilderde hij in 1835 de boerderij van Koning Willem II bij Tilburg. Het werk kreeg de titel De boerderij van de Prins van Oranje nabij Tilburg. Vanaf 1838 was hij werkzaam in Den Bosch. Een jaar later won hij een prijs op de Tentoonstelling van Levende Meesters in Den Haag.
In 1840 keerde hij voor een korte periode terug naar Amsterdam, maar kwam datzelfde jaar weer terug naar Den Bosch. Vanaf 1842 was hij werkzaam in Berlicum. In 1845 huwde hij met Maria Margaretha Kerkmeijer in Deventer. Samen kregen zij twee kinderen: een zoon Josephus August (1846) en een dochter Maria Cornelia (1848). Kerkmeijer en hun dochter Maria Cornelia overleden beiden in 1848. Na hun dood keerde hij terug naar Amsterdam. In 1851 hertrouwde hij met Anna Maria de Wilt. Datzelfde jaar werd hun zoon Henri Cornelis geboren. In 1852 vertrokken zij naar Baden-Baden. Aldaar krijgen zij nog drie kinderen: Henriette Getrude (1853), Wilhelm/Willem Alexander (1856) en Ludwig Peter (1857).
Het is onduidelijk wanneer Knip exact overleden is. Zijn gezin komt voor in het bevolkingsregister van Baden-Baden in 1859. Hij is in elk geval overleden voor 1862: zijn weduwe keerde op 21 februari 1861 terug naar Amsterdam.

## Opleiding en stijl
Knip kreeg een schildersopleiding van zijn vader Josephus Augustus Knip. Hij specialiseerde zich in het schilderen van onder meer schapen, bokken, geiten en paarden die hij afbeeldde stalinterieurs of landschappen. Knip was afkomstig uit de schildersfamilie Knip. De familieleden schilderden vaak gelijkaardige thema's. August Knip schilderde enkele landschappen die geïnspireerd waren op Duitse en Italiaanse landschappen. Of hij zelf in Italië is geweest, is niet geheel duidelijk. Knip heeft daarnaast ook samengewerkt met de schilder Cornelis Jan Bolt voor wie hij de stoffage in de schilderijen verzorgde.

## Tentoonstelling
Zijn werk werd geëxposeerd tijdens de Tentoonstelling van Kunstwerken van Levende Meesters in Den Haag in 1839.
In april 1988 werd het werk van drie generaties Knip, in totaal acht leden van de familie, tentoongesteld in het Noordbrabants museum in Den Bosch.

## Publicaties
- Kuyvenhoven, F., & Peeters, R. (1988). De familie Knip: drie generaties kunstenaars uit Noord-Brabant. Waanders.

## Beperkte stamboom familie Knip
|                        |                        |                        |                        |                        |                        |  |  |                       |                       | Nicolaas Frederik Knip | Nicolaas Frederik Knip | Nicolaas Frederik Knip | Nicolaas Frederik Knip | Nicolaas Frederik Knip | Nicolaas Frederik Knip |              |              | Anna Elisabeth Drexler | Anna Elisabeth Drexler | Anna Elisabeth Drexler | Anna Elisabeth Drexler | Anna Elisabeth Drexler | Anna Elisabeth Drexler |                    |                    |             |             |                 |                 |                 |                 |                 |                 |  |  |                         |                         |                         |                         |                         |                         |  |  |  |  |  |  |                      |                      |                      |                      |                      |                      |
|                        |                        |                        |                        |                        |                        |  |  |                       |                       | Nicolaas Frederik Knip | Nicolaas Frederik Knip | Nicolaas Frederik Knip | Nicolaas Frederik Knip | Nicolaas Frederik Knip | Nicolaas Frederik Knip |              |              | Anna Elisabeth Drexler | Anna Elisabeth Drexler | Anna Elisabeth Drexler | Anna Elisabeth Drexler | Anna Elisabeth Drexler | Anna Elisabeth Drexler |                    |                    |             |             |                 |                 |                 |                 |                 |                 |  |  |                         |                         |                         |                         |                         |                         |  |  |  |  |  |  |                      |                      |                      |                      |                      |                      |
|                        |                        |                        |                        |                        |                        |  |  |                       |                       |                        |                        |                        |                        |                        |                        |              |              |                        |                        |                        |                        |                        |                        |                    |                    |             |             |                 |                 |                 |                 |                 |                 |  |  |                         |                         |                         |                         |                         |                         |  |  |  |  |  |  |                      |                      |                      |                      |                      |                      |
|                        |                        |                        |                        |                        |                        |  |  |                       |                       |                        |                        |                        |                        |                        |                        |              |              |                        |                        |                        |                        |                        |                        |                    |                    |             |             |                 |                 |                 |                 |                 |                 |  |  |                         |                         |                         |                         |                         |                         |  |  |  |  |  |  |                      |                      |                      |                      |                      |                      |
| Josephus Augustus Knip | Josephus Augustus Knip | Josephus Augustus Knip | Josephus Augustus Knip | Josephus Augustus Knip | Josephus Augustus Knip |  |  | Cornelia van Leeuwen  | Cornelia van Leeuwen  | Cornelia van Leeuwen   | Cornelia van Leeuwen   | Cornelia van Leeuwen   | Cornelia van Leeuwen   |                        |                        |              |              |                        |                        | Mattheus Derk Knip     | Mattheus Derk Knip     | Mattheus Derk Knip     | Mattheus Derk Knip     | Mattheus Derk Knip | Mattheus Derk Knip |             |             | Elisabeth Ubens | Elisabeth Ubens | Elisabeth Ubens | Elisabeth Ubens | Elisabeth Ubens | Elisabeth Ubens |  |  | Henriëtta Geertrui Knip | Henriëtta Geertrui Knip | Henriëtta Geertrui Knip | Henriëtta Geertrui Knip | Henriëtta Geertrui Knip | Henriëtta Geertrui Knip |  |  |  |  |  |  | Frederik Willem Knip | Frederik Willem Knip | Frederik Willem Knip | Frederik Willem Knip | Frederik Willem Knip | Frederik Willem Knip |
| Josephus Augustus Knip | Josephus Augustus Knip | Josephus Augustus Knip | Josephus Augustus Knip | Josephus Augustus Knip | Josephus Augustus Knip |  |  | Cornelia van Leeuwen  | Cornelia van Leeuwen  | Cornelia van Leeuwen   | Cornelia van Leeuwen   | Cornelia van Leeuwen   | Cornelia van Leeuwen   |                        |                        |              |              |                        |                        | Mattheus Derk Knip     | Mattheus Derk Knip     | Mattheus Derk Knip     | Mattheus Derk Knip     | Mattheus Derk Knip | Mattheus Derk Knip |             |             | Elisabeth Ubens | Elisabeth Ubens | Elisabeth Ubens | Elisabeth Ubens | Elisabeth Ubens | Elisabeth Ubens |  |  | Henriëtta Geertrui Knip | Henriëtta Geertrui Knip | Henriëtta Geertrui Knip | Henriëtta Geertrui Knip | Henriëtta Geertrui Knip | Henriëtta Geertrui Knip |  |  |  |  |  |  | Frederik Willem Knip | Frederik Willem Knip | Frederik Willem Knip | Frederik Willem Knip | Frederik Willem Knip | Frederik Willem Knip |
|                        |                        |                        |                        |                        |                        |  |  |                       |                       |                        |                        |                        |                        |                        |                        |              |              |                        |                        |                        |                        |                        |                        |                    |                    |             |             |                 |                 |                 |                 |                 |                 |  |  |                         |                         |                         |                         |                         |                         |  |  |  |  |  |  |                      |                      |                      |                      |                      |                      |
|                        |                        |                        |                        |                        |                        |  |  |                       |                       |                        |                        |                        |                        |                        |                        |              |              |                        |                        |                        |                        |                        |                        |                    |                    |             |             |                 |                 |                 |                 |                 |                 |  |  |                         |                         |                         |                         |                         |                         |  |  |  |  |  |  |                      |                      |                      |                      |                      |                      |
| Augustus Knip          | Augustus Knip          | Augustus Knip          | Augustus Knip          | Augustus Knip          | Augustus Knip          |  |  | Henriëtte Ronner-Knip | Henriëtte Ronner-Knip | Henriëtte Ronner-Knip  | Henriëtte Ronner-Knip  | Henriëtte Ronner-Knip  | Henriëtte Ronner-Knip  |                        |                        | Feico Ronner | Feico Ronner | Feico Ronner           | Feico Ronner           | Feico Ronner           | Feico Ronner           |                        |                        | Henri Knip         | Henri Knip         | Henri Knip  | Henri Knip  | Henri Knip      | Henri Knip      |                 |                 |                 |                 |  |  |                         |                         |                         |                         |                         |                         |  |  |  |  |  |  |                      |                      |                      |                      |                      |                      |
| Augustus Knip          | Augustus Knip          | Augustus Knip          | Augustus Knip          | Augustus Knip          | Augustus Knip          |  |  | Henriëtte Ronner-Knip | Henriëtte Ronner-Knip | Henriëtte Ronner-Knip  | Henriëtte Ronner-Knip  | Henriëtte Ronner-Knip  | Henriëtte Ronner-Knip  |                        |                        | Feico Ronner | Feico Ronner | Feico Ronner           | Feico Ronner           | Feico Ronner           | Feico Ronner           |                        |                        | Henri Knip         | Henri Knip         | Henri Knip  | Henri Knip  | Henri Knip      | Henri Knip      |                 |                 |                 |                 |  |  |                         |                         |                         |                         |                         |                         |  |  |  |  |  |  |                      |                      |                      |                      |                      |                      |
|                        |                        |                        |                        |                        |                        |  |  |                       |                       |                        |                        |                        |                        |                        |                        |              |              |                        |                        |                        |                        |                        |                        |                    |                    |             |             |                 |                 |                 |                 |                 |                 |  |  |                         |                         |                         |                         |                         |                         |  |  |  |  |  |  |                      |                      |                      |                      |                      |                      |
|                        |                        |                        |                        |                        |                        |  |  |                       |                       |                        |                        |                        |                        |                        |                        |              |              |                        |                        |                        |                        |                        |                        |                    |                    |             |             |                 |                 |                 |                 |                 |                 |  |  |                         |                         |                         |                         |                         |                         |  |  |  |  |  |  |                      |                      |                      |                      |                      |                      |
|                        |                        |                        |                        |                        |                        |  |  | Alfred Ronner         | Alfred Ronner         | Alfred Ronner          | Alfred Ronner          | Alfred Ronner          | Alfred Ronner          |                        |                        | Alice Ronner | Alice Ronner | Alice Ronner           | Alice Ronner           | Alice Ronner           | Alice Ronner           |                        |                        | Emma Ronner        | Emma Ronner        | Emma Ronner | Emma Ronner | Emma Ronner     | Emma Ronner     |                 |                 |                 |                 |  |  |                         |                         |                         |                         |                         |                         |  |  |  |  |  |  |                      |                      |                      |                      |                      |                      |

## Galerij

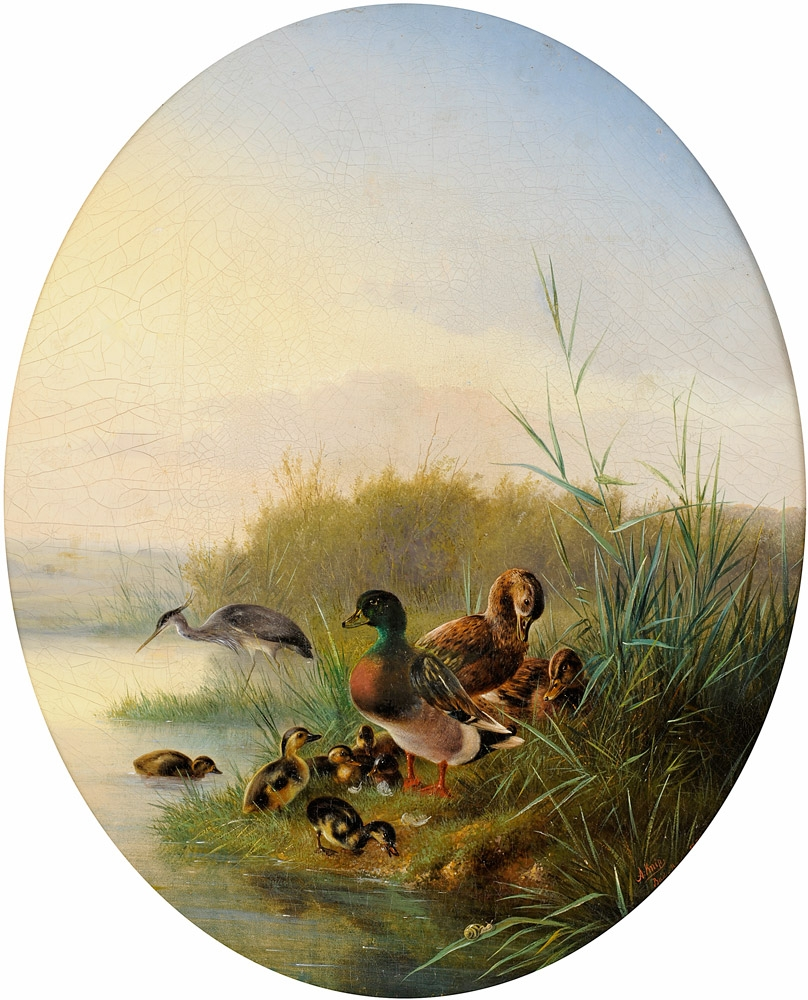
Eendenfamilie aan de oever van de rivier (1856)
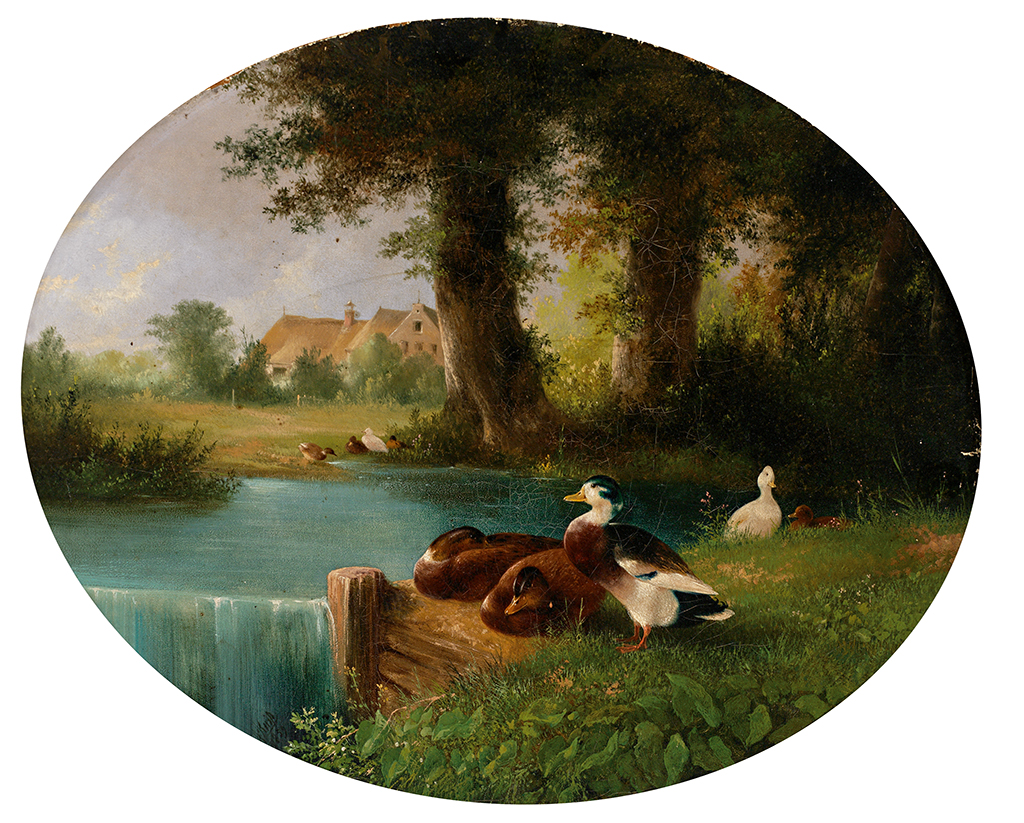
Eenden bij de vijver (1859)
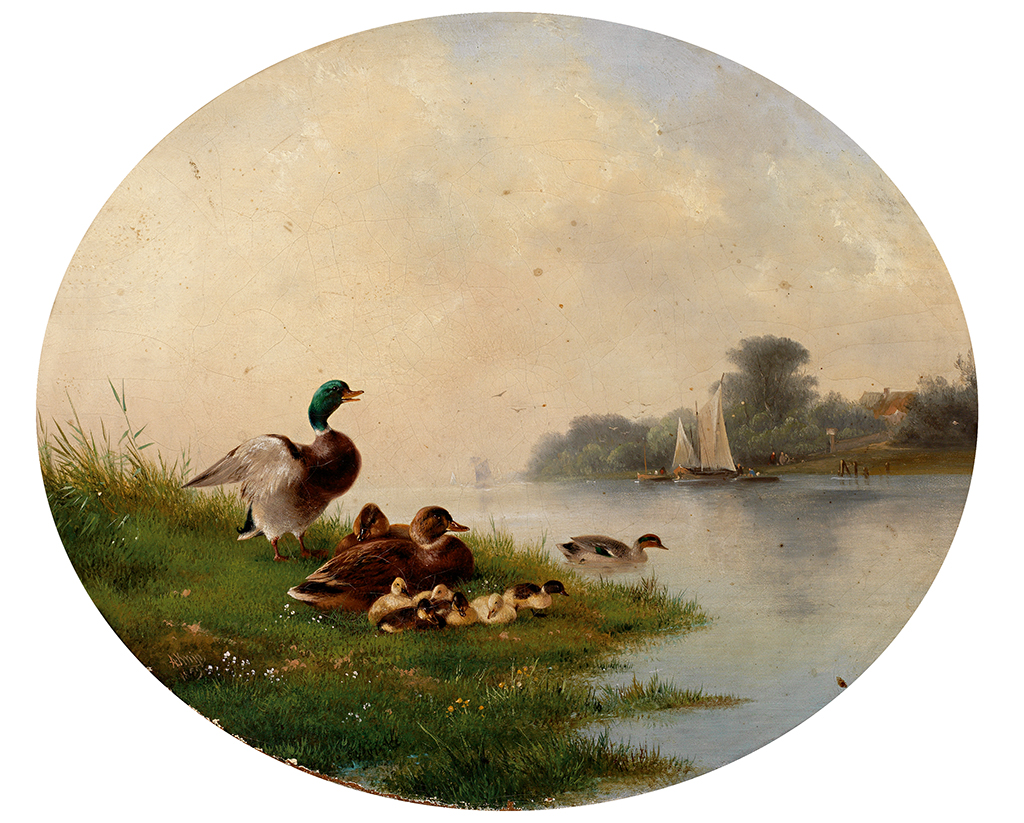
Eenden aan de oever (1859)
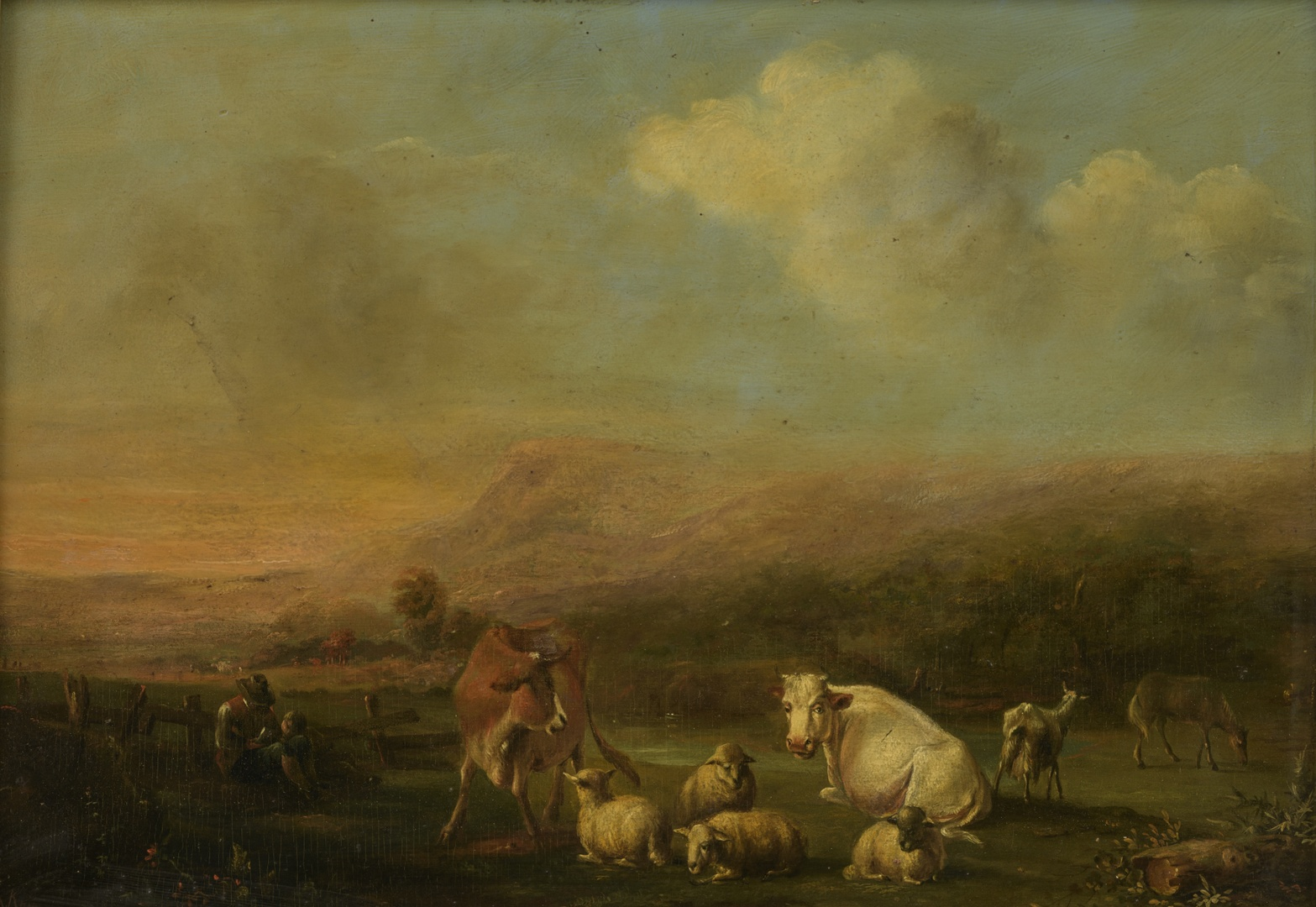
Berglandschap met vee (Collectie Bonnefanten Museum)

- Biografisch Portaal: 85220422
- RKD-Nederlands Instituut voor Kunstgeschiedenis: 45071
- Union List of Artist Names: 500067398
- Virtual International Authority File: 96147251